# Francesco De Martino
Francesco Di Martino (né le 31 mai 1907 à Naples et mort le 18 novembre 2002 dans la même ville) est un avocat et homme politique italien. Il est membre du Parti socialiste italien puis des Démocrates de gauche, successeur du Parti communiste italien.

## Biographie

### L'élection présidentielle de 1978
Francesco Di Martino se présente à l'élection, mais est battu le 8 juillet 1978, au seizième tour de scrutin, par l'ancien président de la Chambre, Sandro Pertini, avec seulement 9 voix sur 995.

### Sénateur de la République à vie
En 1991, par un décret signé de la main du président de la République, Francesco Cossiga, De Martino fut nommé sénateur de la République à vie.